# フィクレト・アミロフ
フィクレト・アミロフ（Fikret Amirov , Fikrət Əmirov、1922年11月22日 - 1984年2月20日）は、アゼルバイジャンの作曲家。日本語では「アミーロフ」とも呼ばれる。

## 生涯
アゼルバイジャンのギャンジャ出身。民謡にあふれた環境で育つ。父親のメシェディ・ジャミル・アミロフはシュシャ出身の有名な「ハナンデ」（ムガーム歌手）で、タールの作曲家・演奏家であった。
子どもの頃よりピアノ曲の作曲を始め、ギャンジャの音楽学校を卒業した後、バクー音楽院に入り、ボリス・ザイドマン、ウゼイル・ハジベヨフに作曲を師事するかたわら、民族音楽の研究にもたずさわる。
1941年、第二次世界大戦の勃発で徴兵され、音楽院での研究は中断された。ヴォロネジ近郊で負傷し入院した。やがて兵役から復員し音楽院での研究を再開するためにバクーに戻った。
アミロフの音楽はアゼルバイジャン民謡に強く影響されており、「交響的ムガーム」という新たなジャンルを作り出した。交響的ムガームは古典的な民謡に基づいており、レオポルド・ストコフスキー指揮のヒューストン交響楽団など世界中の多くのオーケストラで演奏された。
1965年にソ連人民芸術家の称号を受け、1949年と1980年にはソビエト連邦国家賞を受賞している。
1984年にバクーにて死去。

## 作品
多作家で、有名な作品には交響的ムガームの「シュール」（1946年）や「クルド・アフシャリ」（1949年）のほかに、「アゼルバイジャン奇想曲」（1961年）、「バヤーティ・シラーズの花の庭」（1968年）、「大祖国戦争の英雄の思い出に」（1944年）、「弦楽のための交響曲 - ニザーミーの追悼のために - 」（1941年）、「交響曲 - ニザーミー - 」（1947年）、「ヴァイオリン・ピアノのための二重協奏曲」（1948年）などがある。
バレエには「ニザーミー」（1947年）、「千夜一夜物語」に題材をとった「千夜一夜物語」（1979年）があり、オペラには「セヴィル」（1953年）がある。
さらに「バラード」「アシュングの歌」「ノクターン」「ユーモレスク」「感傷的なダンス」「ワルツ」「子守唄」「トッカータ」などの作品がある。また映画音楽も多数作曲した。

## 文献
- Караев К. Симфонические мугамы Фикрета Амирова. — «Советская музыка» № 3, 1949.(カラエフ K. 1949「フィクレト・アミロフの交響曲」『ソビエト音楽』1949年3号)
- Данилов Д. Фикрет Амиров. — Баку, 1956.(ダニロフ D. 1956『フィクレト・アミロフ』バクー)
- Амиров Ф. В мире музыки (Musiqi aləmində). — Баку, 1983. (アミロフ F. 1983『世界の中の音楽』バクー)